# 聯合國安全理事會第81號決議
聯合國安理會81號決議是1950年3月24日在聯合國安全理事會第472次會議通過的。安理會收到聯合國秘書長的通報，在知悉聯合國大會268號決議的情況下，這項決議決定在適當時機下將以該決議的原則作為採取行動的依據。
該決議在蘇聯缺席下，以10票對0票通過。

## 外部連結
- 维基文库中的相關文獻：聯合國安理會決議案八十一
- 81號決議全文 （页面存档备份，存于）